# Хандриков, Митрофан Фёдорович
Митрофан Фёдорович Хандриков (1837—1915) — русский астроном и геодезист, заслуженный профессор Киевского университета. Тайный советник.

## Биография
Родился в Москве 1 (13) января 1837 года. Окончил 1-ю Московскую гимназию (1854) и физико-математический факультет Московского университета (1858); был оставлен при университете и прикомандирован к университетской обсерватории.
В 1862 году защитил магистерскую диссертацию «Сравнение способов, предложенных Гауссом, Бесселем и Гансеном для вычисления солнечных затмений» и был назначен исполняющим должность астронома-наблюдателя в обсерватории Московского университета. В 1865 году за диссертацию «Очерк теории определения планетных и кометных орбит по трём наблюдениям» был удостоен степени доктора астрономии.
В январе 1870 года был переведён в Киевский университет ординарным профессором по кафедре астрономии и геодезии, в 1870—1901 годах был одновременно директором университетской обсерватории. Заслуженный профессор с 18 июня 1888 года. Также он читал на высших женских курсах сферическую астрономию и дифференциальное исчисление.
Капитальным приобретением во время его руководства обсерваторией был меридианный круг, изготовленный по его заказу и под его наблюдением у братьев Репсольдов в Гамбурге, и постройка меридианной залы.
С 1882 года имел чин действительного статского советника; был награждён орденами Св. Анны 2-й степени (1875), Св. Владимира 3-й степени (1888) и Св. Станислава 1-й степени (14.05.1896).
В 1896 году Хандриков был избран членом-корреспондентом Петербургской академии наук.
В 1911 году вне правил был произведён в тайные советники.
Умер 25 июля (7 августа) 1915 года. Похоронен на Лукьяновском кладбище Киева.

## Вклад в науку
Основные труды в области к теоретической и практической астрономии, небесной механике и геодезии. Основатель киевской школы теоретической астрономии. Предложил новые методы определения элементов орбит планет и комет. Выполнил определение большого числа положений планет на основании наблюдений на рефракторе с кольцевым микрометром, наблюдал кометы, в частности комету Энке в 1871 году. Определил разности долгот между Киевом и Варшавой, между Киевом и Одессой. Занимался наблюдениями на пассажном инструменте с целью обнаружения колебаний широты, предпринял наблюдения на меридианном круге для определения положений южных звезд до 8-й звездной величины в зоне от −10 до −15 по склонению. В 1887 году он участвовал в экспедиции на Урал для наблюдения полного солнечного затмения 19 августа (англ.).

## Публикации
- «Определение влияния изменения элементов земного сфероида на координаты точек его поверхности» («Математический Сборник», том I, 1866);
- «Элементарная теория эллиптических функций и интегралов. С приложением к решению основного вопроса геодезии» (Москва, 1867);
- «Догадки о происхождении падающих звезд» («Математический Сборник», том II, 1867);
- «Определение путей метеоров» (ib., том III, 1868);
- «Общая теория возмущений» (Москва, 1871);
- «Заметка о вычислении планетных и кометных орбит по методу Гаусса» («Математический Сборник», том VI, 1872);
- «Ueber die Anwendung der Euler’schen Gleichungen zur Berechnung der elliptischen Bahnen der Planeten und Kometen» («Astron. Nachr.», 1873, ¦ 1924);
- «Система астрономии» (т. I—III, Киев, 1875—1877);
- «Очерк теоретической астрономии» (Киев, 1883); «Курс анализа» (Киев, 1887);
- «Описательная астрономия, элементарно изложенная» (Киев, 1896);
- «Курс сферической астрономии» (2-е издание, Киев, 1889);
- «Теория движения планет и комет около солнца по коническим сечениям» (Киев).

## Семья
Жена — Клавдия Петровна (урожд. Вознесенская) (1847?—1918). Сын Дмитрий (1863—?) — статский советник, член Киевской губернской управы по делам земского хозяйства.